# Alonzo Babers
Alonzo C. Babers, né le 31 octobre 1961 à Montgomery, est un ancien athlète américain, vainqueur de deux médailles d'or aux Jeux olympiques d'été de 1984 sur 400 m et en relais 4 × 400 m.

## Biographie
Né à Montgomery en Alabama, Alonzo Babers a étudié à l'United States Air Force Academy de 1979 à 1983 où il courait sur la piste et jouait pendant une saison au football américain.
La carrière d'athlète international d'Alonzo Babers consiste en une accession rapide à la gloire suivie d'une fin abrupte et décisive. Jusqu'à la fin de l'année 1982, son meilleur temps sur 400 m était de 45 s 9, mais il s'améliora rapidement en 1983, courant son meilleur temps en 45 s 07. Il terminait pourtant à une décevante sixième place aux championnats du monde d'Helsinki avec le relais 4 × 400 m.
Babers continua sa progression en 1984. Lors des sélections américaines pour les jeux de Los Angeles, il remportait sa demi-finale en 44 s 95. En finale, il se qualifiait en courant en 44 s 86. Aux jeux, il s'améliora encore en courant en 44 s 75 en quart de finale. En finale, il remportait le titre en 44 s 27. Avec le relais, il gagnait (en tant que troisième relayeur) un nouveau titre.
Pendant qu'il s'entrainait et courait aux jeux, Babers était lieutenant dans l'US Air Force. Un mois après ses deux titres, il commençait une carrière de pilote et arrêtait l'athlétisme. Il a été actif dans l'US Air Force de 1983 à 1991 et continue de servir dans la réserve. Depuis 1992, il est pilote de ligne pour United Airlines.

## Palmarès
| Date | Compétition           | Lieu        | Résultat | Épreuve   |
| ---- | --------------------- | ----------- | -------- | --------- |
| 1984 | Jeux olympiques       | Los Angeles | 1er      | 400 m     |
| 1984 | Jeux olympiques       | Los Angeles | 1er      | 4 × 400 m |
| 1983 | Jeux panaméricains    | Caracas     | 1er      | 4 × 400 m |
| 1983 | Championnats du monde | Helsinki    | 6e       | 4 × 400 m |